# Antonio Trujillo Díaz
Antonio Trujillo Díaz (n. 11 octombrie 1987, Palma de Mallorca, Spania), cunoscut ca Trujillo este un fotbalist spaniol.

## Legături externe
- Antonio Trujillo Arhivat în 5 aprilie 2018, la Wayback Machine. la transfermarkt